# Stentjärnen (Idre socken, Dalarna, 685972-131361)
Stentjärnen är en sjö i Älvdalens kommun i Dalarna och ingår i Dalälvens huvudavrinningsområde.